# Divergências entre Stalin e Trótski
Com a morte de Lênin em 1924, dois líderes passaram a disputar o poder na União Soviética: Leon Trotsky, segundo homem da Revolução de Outubro (cuja habilidade militar durante a guerra civil russa lhe deu grande prestígio), adepto da Revolução Permanente; e Josef Stalin, Secretário-Geral do Partido Comunista da URSS depois de 1922 (que  foi, durante a Revolução, editor do jornal Pravda), que defendia a tese do Socialismo em um só país.

## A disputa pela liderança política: Stalin versus Trotsky
Em 1923, aprofunda-se a cisão entre Stálin e Trotsky, provocada pela crescente burocratização de Stálin (ex: Degenerescência burocrática) e por sérias divergências políticas relacionadas a questão da autodeterminação da Geórgia. A abertura econômica provocada pela NEP não foi acompanhada por uma abertura política, a centralização do Estado acabou por substituir o poder da classe operária pelo poder do Partido Comunista, reforçado ainda mais a partir da ascensão de Josef Stalin ao posto de Secretário-Geral em 1922.

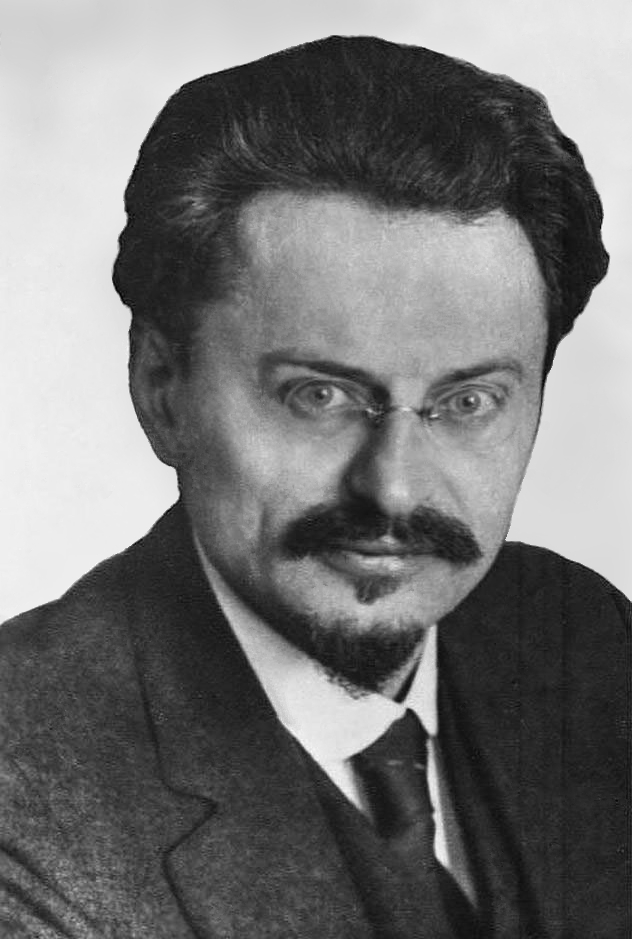
Leon Trotsky em 1929.

Após sofrer dois acidentes vasculares cerebrais, Lenin acreditava que estava na hora de decidir sobre um novo líder para o país. Ele tinha mais fé em Trotsky, Bukharin ou Piatakov do que em Stalin, descrevendo Stalin como um mau elemento, e querendo Trotsky para sucedê-lo. Porém, o chefe dos bolcheviques não tinha mais força para fazer prevalecer a sua vontade. A incapacidade física de Lênin deu a Stálin a oportunidade necessária para se tornar o líder da Revolução, que passa a controlar a máquina do partido e os membros da burocracia. Lênin escreve uma carta dizendo que Trotsky, Bukharin ou Piatakov deveriam ser nomeados como possiveis candidatos a sucessao, enquanto Stalin deveria ser impedido de assumir o poder. Mas, como Stálin tinha uma rede de espiões, essa carta foi interceptada e, Stálin naturalmente escondeu a carta do parlamento para proteger a si próprio, pois temia que Trotsky mostraria a eles na próxima reunião, onde ele estaria impotente para detê-lo. Dessa forma, Stálin teve sua posição consolidada.
Lênin morre em 21 de janeiro de 1924, sendo sucedido por um triunvirato, a Troika, com plenos poderes sobre o Estado e a Organização Partidária. Dos triúnviros (Kamenev, Zinoviev e Stálin) foi Stálin quem de fato passou a usufruir maior poder e autoridade: responsável pela administração do Partido e pela admissão ou exclusão de seus militantes; no mesmo ano começa no Comitê Central do Partido Bolchevique o processo de calúnia e difamação de Trotsky promovido por Stálin.
A disputa entre Trotsky e Stálin não ocorre somente como uma briga pessoal pelo poder, sobre o partido e sobre o Estado, mas também devido aos fundamentos políticos divergentes de ambos, envolvendo o ideal de "Revolução Permanente" de Trotsky, e a defesa da política do "socialismo em um só país" de Stálin. Eles divergiam em várias questões, porém, uma questão era básica: como construir o socialismo. Para Stálin e os stalinistas, a revolução socialista deveria ser consolidada internamente na URSS, pois o país estava internacionalmente isolado pelo fracasso de tentativas revolucionárias em outros países (ver: revoluções de 1917-23) e pela hostilidade do mundo capitalista. Segundo Stalin, caso fosse assegurado à independência russa pelo desenvolvimento da indústria pesada, o país poderia, sozinho, construir uma sociedade socialista. Essa é a tese da construção do "socialismo em um só país".
Para Trotsky e os trotskistas, a revolução socialista deveria ser levada aonde o capitalismo estava em crise. Acreditavam ser inviável a construção do regime socialista na URSS caso não ocorressem vitórias socialistas em outros países, pois, caso contrário, os países capitalistas acabariam com a URSS. Essa é a tese da chamada "revolução permanente", segundo a qual o socialismo deveria ser construído em escala internacional.
Outro ponto de divergência entre os líderes bolchevistas estava no modo como viam a URSS. Trotsky a considerava uma conquista revolucionária, um Estado sob o controle dos operários; mas, era um Estado com muitas dificuldades, que permanecia longe do socialismo até que a revolução na Europa permitisse o livre desenvolvimento das forças produtivas em escala continental. Stalin, ao contrário, admitia a possibilidade da construção do socialismo em um só país e ia mais longe: a sociedade soviética da década de 1920 estava à beira do socialismo; a “mãe Rússia” seria a pátria do “socialismo real”.[carece de fontes?]
Na luta entre Trotsky e Stalin, o primeiro tirou a importância do papel dos trabalhadores nos países capitalistas avançados (por exemplo, expôs uma série de teses, previamente apontadas por Lênin, que consideravam que a classe trabalhadora dos Estados Unidos era uma aristocracia operária aburguesada), pois considerava que o estado de bem-estar social dos países capitalistas e suas políticas imperialistas dificultam o surgimento de tensões revolucionárias. Mesmo assim, Stalin tinha diferenças com Trotsky em relação ao papel dos camponeses: enquanto o secretário-geral defendia uma aliança de proletários e camponeses, no espírito bolchevique, Trotsky considerava que o tipo de aliança professado por Stalin era contra-revolucionário por dar papel preponderante à política dos camponeses (considerados pelo marxismo como um conjunto heterogêneo de setores sociais entre os quais há burgueses, pequeno-burgueses e proletários rurais) frente aos operários.
As principais ideias de Stalin dentro da prática política nas quais se aleja do pensamento de Lênin incluíam a defesa do socialismo em um só país, a noção de que a luta de classes se agravaria ao longo do desenvolvimento do socialismo, com o que seria necessário aumentar o controle por parte do partido e do Comitê Central, e de modo geral uma moral social mais conservadora, principalmente no que se refere às questões de gênero.

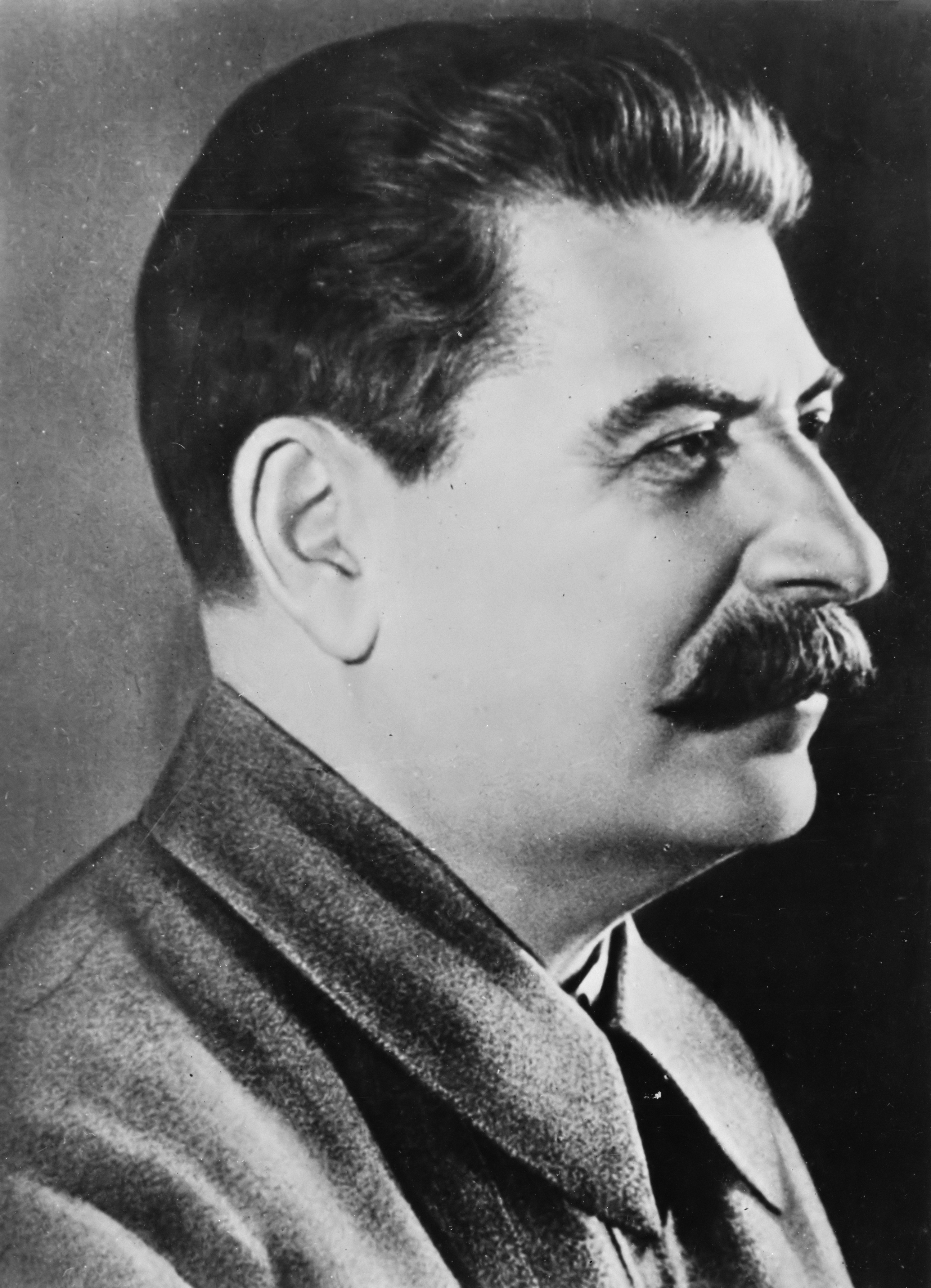
Josef Stalin.

Trotsky apoiava em defender o marxismo, combatendo a burocracia no Estado Operário que se fortaleceu com a ascensão de Stalin ao poder em 1924 na União Soviética. Ao contrário de Stalin, Trotsky tinha uma ideologia sobre a Teoria da Revolução Permanente defenderia a expansão da revolução para além das fronteiras da União Soviética como prioridade, ao invés do seu fortalecimento interno.
Ao contrário de Stalin, Trotsky não era um veterano do Partido Bolchevique, no qual ingressou apenas em julho de 1917, por isso era considerado arrogante entre os companheiros de armas que, além disso, viam seu "brilhantismo" intelectual com desconfiança. Entretanto tinha a seu favor o fato de ser um líder de massas e de ter estado no centro da insurreição de outubro de 1917. Mas Stalin, na qualidade de secretário geral do partido comunista, detinha o controle da máquina partidária, que agora se confundia com a própria máquina do governo. É que, em 1921 todos os outros partidos foram postos na ilegalidade. Começa assim, o regime de partido único, característico dos governos totalitários (ver: repressão política na União Soviética).
No XII Congresso do Partido Comunista (1924), Trotsky foi derrotado por uma aliança entre Stalin e dois importantes dirigentes bolcheviques: Lev Kamenev e Grigory Zinoviev, principal dirigente da Internacional Comunista. O XIV Congresso do Partido Comunista (1925) aprovou o “socialismo em um só país” de Stalin e também os ataques dirigidos a Kamenev e Zinoviev: Stalin tornou-se o principal líder soviético. Em contrapartida, Trotsky se empenhou numa luta sem trégua contra o regime stalinista que, na sua concepção, estaria colocando em perigo a revolução. Ele denunciou, por exemplo, a transformação da Terceira Internacional num simples instrumento da política soviética, após a morte de Lênin, e os ziguezagues desgastantes que Stalin passou a impor à ação política dos comunistas, na Europa e na China.
Apoiado na máquina do partido e do Estado, Stalin acabou vencendo a disputa com Trotsky, que foi afastado do governo e do Partido Comunista e expulso da URSS. Depois de perambular por vários países, fixou-se no México, onde foi assassinado por Ramón Mercader com golpes de picareta na cabeça em 1940, a mando de Stalin.
No decorrer da década de 1930, Trotsky afirmou que a burocracia soviética havia “expropriado politicamente o proletariado”. Essa expropriação assumiu a forma de um massacre no Grande Expurgo de 1936, nos quais foram executados Zinoviev, Kamenev e muitos bolchevistas. Nos últimos anos de vida de Trotsky, multiplicaram-se nos seus escritos referências ao totalitarismo na URSS, implantado por Stalin:
| “ | Ninguém, e não faço exceção de Hitler, aplicou ao socialismo um golpe tão mortal. Hitler ataca as organizações operárias do exterior. Stalin as ataca no interior. Hitler destrói o marxismo; Stalin o prostitui. Não há principio que permaneça intacto; não há uma ideia que não tenha sido enlameada. Até mesmo os termos socialismo e comunismo foram gravemente comprometidos, agora que a gendarmaria incontrolável, com diplomas de ‘comunista’, chama de socialismo ao regime que se impõe. Repugnante profanação! | ” |